# Niels Poulsen Schandorph
Niels Poulsen Schandorph (født 1. august 1596, død 1. november 1645) var en dansk professor.
Niels Poulsen var søn af præsten i Skanderup, provst Poul Andersen og Karen Nielsdatter. Han blev student fra Herlufsholm 1616, var 3 år i huset hos sin forrige rektor Jesper Brochmand, indtil han 1619 kom som hører til Sorø, hvorfra han efter knap et års 
forløb af sin velynder biskop Resen kaldedes til rektoratet i Slagelse, som han dog et halvt år efter forlod for som hovmester for Niels Krabbe at drage til Wittenberg. I 1624 kaldtes han hjem for at overtage rektoratet på Herlufsholm, som han 1625, efter at have erhvervet magistergraden, ombyttede med Viborgs rektorat. 
Her mødte ham adskillig modgang, blandt andet fordi han søgte at indføre herlovianske skikke og stillede større fordringer til dimittenderne, end de var vante til; ked af skolelivet blev han 1626 sognepræst ved Budolphi Kirke i Aalborg; 1635 forflyttedes han til Vor Frue Kirke i København, 1639 udnævntes han til professor i teologi ved universitetet og kreeredes året efter af Brochmand til Dr. theol. 1644-45 var han universitetets rektor. Han blev gift 1627 med en datter af magister Villum Paludan, præst i Viborg, Helvig Paludan (født 23. oktober 1604, død 16. oktober 1671 som enke efter biskop Anders Ringkjøbing. 
Schandorph var utvivlsomt en dygtig skolemand. Som professor får han den ros af biskop Erik Grave, der havde været i huset hos ham, at han var en nidkær mand for Guds ære, som med alsomstørste flid publice og privatim holdt den studerende ungdom til en sand gudsfrygt, flittighed i deres studering og skikkelighed i liv og levned. Han ansås for bispeæmne; men Christian IV var ikke fornøjet med hans lærdom og fandt, at han "spisede underlig Latin for en Doktor at være"; dog anså kongen ham for at være "vel begaven paa Prædikestolen". Hans litterære arbejder er uden betydning.